# ERC Sonthofen
Der ERC Sonthofen (offiziell Eis- und Rollhockeyclub Sonthofen 1999 e. V.) ist ein Eishockeyverein aus Sonthofen. Er ist der direkte Nachfolgeverein des gleichnamigen, 1958 gegründeten ERC Sonthofen, der in einer Spielgemeinschaft mit dem EC Oberstdorf in der Saison 1967/68 an der Bundesliga teilnahm.
Ihre Heimspiele tragen die Mannschaften des Vereins in der 1959 erbauten Eissporthalle Sonthofen aus, die 2200 Zuschauern Platz bietet. Diese besitzt seit 1982 ein hölzernes Runddach, welches großteils von Anhängern des ERC gebaut wurde und ist eine der ältesten noch aktiven Eissporthallen Deutschlands. Das Stadion ist an drei Seiten offen, lediglich die Gegentribüne, auf der sich die Kabine der Heimmannschaft befindet, sowie der VIP-Raum und die Stadiongaststätte „Overtime“, ist vollständig geschlossen.
Die Erste Mannschaft spielt aktuell in der Landesliga.

## Geschichte

### Eishockey in Sonthofen bis 1999
Nachdem bereits vor dem Zweiten Weltkrieg Eishockey auf dem Götzfried's Weiher gespielt wurde, wurde danach im Rahmen der Eissportabteilung des TSV Sonthofen wieder Eishockey gespielt, bevor am 2. Mai 1958 die Auslagerung der Eissportabteilung in den ERC Sonthofen erfolgte.
| Saisondaten 1950 bis 1959 | Saisondaten 1950 bis 1959 | Saisondaten 1950 bis 1959 | Saisondaten 1950 bis 1959 | Saisondaten 1950 bis 1959 | Saisondaten 1950 bis 1959 | Saisondaten 1950 bis 1959 | Saisondaten 1950 bis 1959 |                 |
| ------------------------- | ------------------------- | ------------------------- | ------------------------- | ------------------------- | ------------------------- | ------------------------- | ------------------------- | --------------- |
| Saison                    | Liga                      | Klasse                    | Gruppe                    | Platz                     | PO                        | PD                        | Endrunde                  | Bayr. Meister ↑ |
| 1950/51 bis 1951/52       | Kreisliga                 | I I I                     | Allgäu                    |                           |                           |                           |                           |                 |

Quelle: Sportkurier, Auf-/Abstieg ↑ ↓
Der ERC Sonthofen nahm den Spielbetrieb im damals neu erbauten Eisstadion auf, um zunächst am Spielbetrieb der Landesliga Bayern teilzunehmen. Als Meister dieser Spielklasse qualifizierte sich der Verein bereits 1960/61 für die damals zweitklassige Oberliga, an welcher der ERC bis zum Ende der Saison 1965/66 angehörte.
Nachdem der Verein mit dem EC Oberstdorf ab der Spielzeit 1966/67 eine Spielgemeinschaft bildete, gelang 1967 der Aufstieg in die Eishockey-Bundesliga, aus der die Mannschaft jedoch schon im folgenden Jahr wieder absteigen musste. Im Sommer 1971 wurde die Spielgemeinschaft schließlich aufgrund finanzieller Probleme wieder aufgelöst und beide Vereine setzten den Spielbetrieb eigenständig fort.

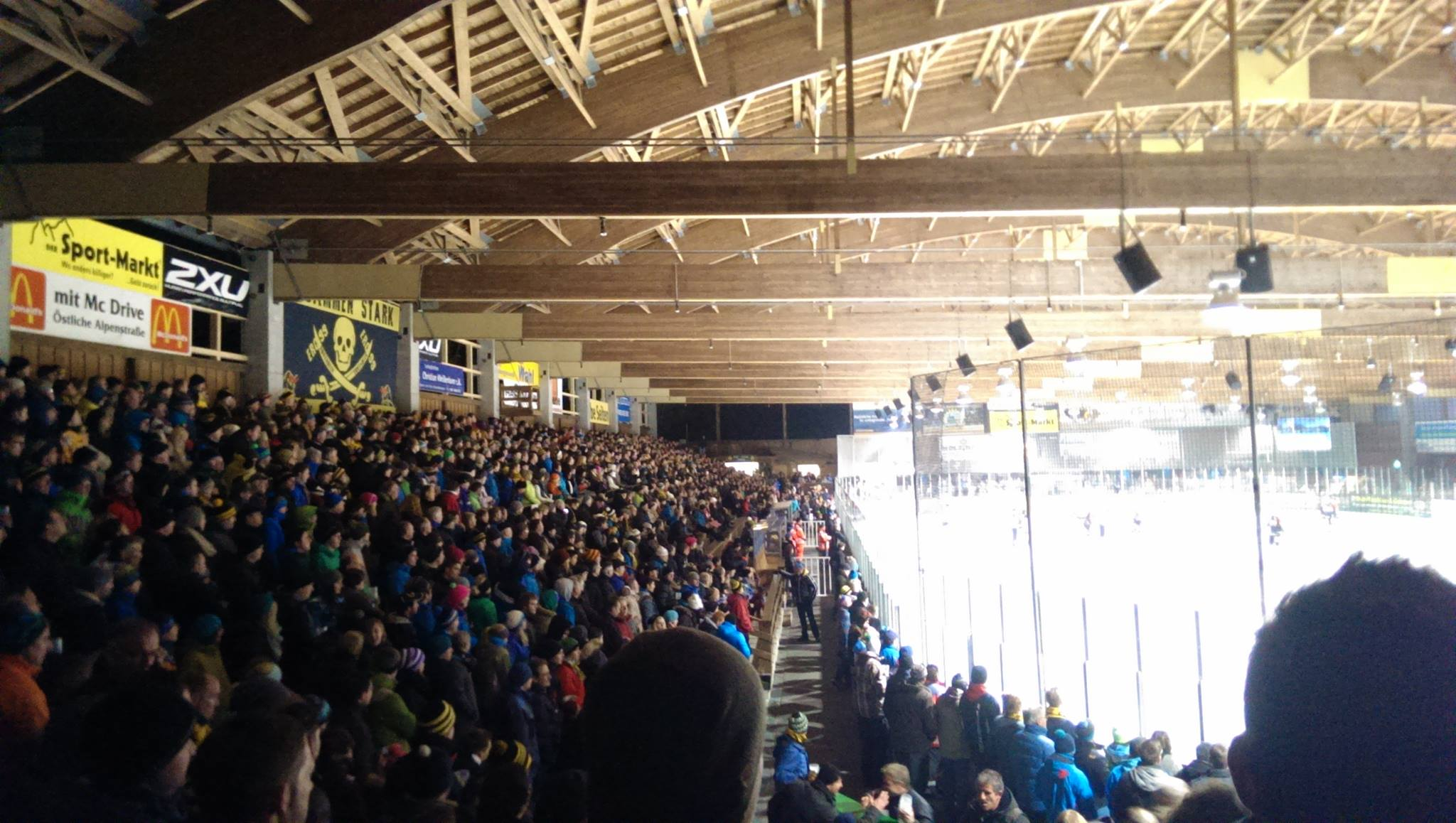
Voll besetzte Eissporthalle in Sonthofen beim Derby gegen den ECDC Memmingen

Zwischen 1974 und 1984 spielte der ERC Sonthofen mit Ausnahme der Spielzeiten 1974/75, 1975/76 und 1979/80, die der Verein in der viertklassigen Regionalliga antreten musste, in der Oberliga, der damals dritthöchsten Spielklasse. 1983 schaffte der ERC Sonthofen den Aufstieg in die 2. Bundesliga, der die Mannschaft mit Ausnahme eines erneuten Oberligajahres 1987/88 bis 1989 angehörte. Anschließend erfolgte der erneute Abstieg in die Oberliga, in welcher die Mannschaft die folgenden fünf Jahre spielte.
Ab der Saison 1991/92 nahm neben dem ERC zudem der EHC Sonthofen den Spielbetrieb in der untersten Spielklasse des Bayerischen Eishockeyverbandes auf. 1998 stieg der ERC wieder aus der 1. Liga ab, im Jahr darauf musste der Verein schließlich Insolvenz anmelden, woraufhin sich 1999 aus dem EHC Sonthofen und dem EARC Sonthofen der Nachfolgeverein ERC Sonthofen 1999 gründete.
| Saisondaten 1959 bis 1999 | Saisondaten 1959 bis 1999 | Saisondaten 1959 bis 1999 | Saisondaten 1959 bis 1999 | Saisondaten 1959 bis 1999 | Saisondaten 1959 bis 1999 | Saisondaten 1959 bis 1999 | Saisondaten 1959 bis 1999 |
| Saison                    | Liga                      | Klasse                    | Gruppe                    | Platz                     | PO                        | PD                        | Endrunde                  |
| ------------------------- | ------------------------- | ------------------------- | ------------------------- | ------------------------- | ------------------------- | ------------------------- | ------------------------- |
| 1959/60                   | Landesliga                | I I I                     |                           | Bayr. Meister             | OL                        |                           | Deutscher LL-Meister ↑    |
| 1960/61                   | Oberliga                  | I I                       |                           |                           |                           |                           | 5. Platz                  |
| 1961/62                   | Oberliga                  | I I                       |                           |                           |                           |                           | 4. Platz                  |
| 1962/63                   | Oberliga                  | I I                       |                           |                           |                           |                           | 4. Platz                  |
| 1963/64                   | Oberliga                  | I I                       |                           |                           |                           |                           | 3. Platz                  |
| 1964/65                   | Oberliga                  | I I                       |                           |                           |                           |                           | 9. Platz                  |
| 1965/66                   | Oberliga                  | I I                       |                           |                           |                           |                           | 6. Platz                  |
| 1966/67                   | Oberliga                  | I I                       |                           |                           | BL                        |                           | 2. Platz S (SG) ↑         |
| 1967/68                   | Bundesliga                | I                         | Süd                       | 5. Platz                  |                           | X                         | 5. Platz S (SG) ↓         |
| 1968/69                   | Oberliga                  | I I                       | Süd                       | Vizemeister               | BL                        |                           | 5. Platz S (SG)           |
| 1969/70                   | Oberliga                  | I I                       | Süd                       | 3. Platz                  | BL                        |                           | 8. Platz (SG)             |
| 1970/71                   | Oberliga                  | I I                       |                           | Vizemeister               | X                         |                           | Auflösung SG ↓            |
| 71/72–72/73               | BEV                       |                           |                           |                           |                           |                           |                           |
| 1973/74                   | Bayernliga                | I V                       |                           |                           |                           |                           | ↑                         |
| 1974/75                   | Regionalliga              | I V                       | Süd                       | Vizemeister               |                           |                           | –                         |
| 1975/76                   | Regionalliga              | I V                       | Süd                       | 4. Platz                  |                           |                           | Direkt ↑                  |
| 1976/77                   | Oberliga                  | I I I                     | Süd                       | 7. Platz                  |                           | X                         | 8. Platz                  |
| 1977/78                   | Oberliga                  | I I I                     | Süd                       | 12. Platz                 |                           | X                         | 12. Platz                 |
| 1978/79                   | Oberliga                  | I I I                     | Süd                       | 12. Platz                 |                           | X                         | 12. Platz ↓               |
| 1979/80                   | Regionalliga              | I V                       | Süd                       | 3. Platz                  |                           |                           | Direkt ↑                  |
| 1980/81                   | Oberliga                  | I I I                     | Süd                       | 10. Platz                 |                           |                           | –                         |
| 1981/82                   | Oberliga                  | I I I                     | Süd                       | 6. Platz                  |                           |                           | –                         |
| 1982/83                   | Oberliga                  | I I I                     | Süd                       | 14. Platz                 |                           |                           | –                         |
| 1983/84                   | Oberliga                  | I I I                     | Süd                       | Vizemeister               | 2. BL                     |                           | 2. Platz Süd ↑            |
| 1984/85                   | 2. Bundesliga             | I I                       | Süd                       | 8. Platz                  |                           | X                         | 1. Platz Süd              |
| 1985/86                   | 2. Bundesliga             | I I                       | Süd                       | 4. Platz                  | BL                        |                           | 10. Platz                 |
| 1986/87                   | 2. Bundesliga             | I I                       | Süd                       | 9, Platz                  |                           | X                         | 3. Platz ↓                |
| 1987/88                   | Oberliga                  | I I I                     | Süd                       | Meister                   | OL                        |                           | Meister ↑                 |
| 1988/89                   | 2. Bundesliga             | II                        | Süd                       | 7. Platz                  |                           | X                         | 4. Gruppe B ↓             |
| 1989/90                   | Oberliga                  | I I I                     | Süd                       | 12. Platz                 |                           | X                         | 2. Gruppe A               |
| 1990/91                   | Oberliga                  | I I I                     | Süd                       | 16. Platz                 |                           | X                         | 2. Gruppe B               |
| 1991/92                   | Oberliga                  | I I I                     | Süd                       | 10. Platz                 |                           | X                         | 1. Gruppe B               |
| 1992/93                   | Oberliga                  | I I I                     | Süd                       | 15. Platz                 |                           | X                         | 6. Gruppe B               |
| 1993/94                   | Oberliga                  | I I I                     | Süd                       | 14. Platz                 |                           | X                         | 6. Gruppe B               |
| 1994/95                   | 2. Liga                   | I I I                     | Süd                       | 11. Platz                 |                           | X                         | 5. Platz                  |
| 1995/96                   | 2. Liga                   | I I I                     | Süd                       | 10. Platz                 | 1. Liga                   |                           | 2. Gruppe A ↑             |
| 1996/97                   | 1. Liga                   | I I                       | Süd                       | 13. Platz                 |                           | X                         | 1. Runde                  |
| 1997/98                   | 1. Liga                   | I I                       | Süd                       | 8. Platz                  | 1. Liga                   |                           | 13. Rückzug ↓             |
| 1998/99                   | Landesliga                | V I                       | West                      |                           |                           |                           |                           |

Quelle: passionhockey.com, Quelle: rodi-db.de, Auf-/Abstieg ↑ ↓

### Sportliche Entwicklung von 1999 bis 2020
Dieser qualifizierte sich über Bezirks- und Landesliga in der Saison 2000/01 für die Bayernliga, die er als Bayerischer Vizemeister abschließen konnte. In der Saison 2009/2010 erreichte die Mannschaft um Trainer Heinz Feilmeier den 3. Platz vor Beginn der Play-off-Runde. Nachdem man 2011 in der Vorrunde noch Platz 5 belegt hatte, konnte in den Play-offs mit Cheftrainer Harald Waibel die Bayerische Meisterschaft gewonnen werden, auf den Aufstieg in die Oberliga wurde jedoch verzichtet. In der darauffolgenden Saison 2012/2013 gewann der ERC die Vorrunde der Bayerischen Eishockey-Liga und verlor erst das Finale mit 1:3 Spielen im Best-of-Five Modus gegen den EHC Bayreuth, wobei insgesamt ein Zuschauerschnitt von 1109 Zuschauern pro Spiel erreicht wurde.
In der Saison 2013/2014 wurde der ERC Sonthofen in der Vorrunde und Zwischenrunde jeweils erster. Im Halbfinale setzten sich die „Bulls“ dann im Best-of-Three Modus mit zwei Siegen gegen den Höchstadter EC durch und spielten im Finale um die Bayerische Meisterschaft gegen den ECDC Memmingen. Die Serie im Best-of-five Modus gewann Sonthofen mit einem Sweep, in drei Spielen, und wurde somit Bayerischer Meister. Alle drei Spiele waren ausverkauft, damit waren mehr Zuschauer im Stadion als bei den Play-off-Spielen der DEL in Wolfsburg. Im Gegensatz zur Meisterschaft 2011, als auf den Aufstieg in die Eishockey-Oberliga Süd wegen finanzieller Schwierigkeiten noch verzichtet wurde, hat der ERC Sonthofen dieses Mal den Aufstieg sportlich geschafft und wird in der Saison 2014/2015 in der Eishockey-Oberliga Süd antreten. In der Spielzeit 2013/2014 wurde ein Zuschauerschnitt von 1073 Zuschauern pro Spiel erreicht, des Weiteren stellte der Verein die beste Offensive und Defensive der Bayernliga.
In der ersten Oberligasaison erreichten die „Bulls“ nach der Vorrunde den 9. Platz und konnten sich anschließend in den Play-downs mit drei Siegen gegen den EV Weiden im Best-of-Five Modus den Klassenerhalt sichern. Im Schnitt verfolgten 968 Zuschauer die Heimspiele, womit sie Zuschauertechnisch im Mittelfeld der Oberliga-Süd lagen.
Zur Saison 2015/16 verständigte sich der ERC Sonthofen mit dem DEL2 Club ESV Kaufbeuren auf eine Kooperation, so dass junge Spieler aus Kaufbeuren die dort wenig zum Einsatz kommen in Sonthofen Spielpraxis sammeln können. Nach einer durchwachsenen Saison mit vielen sportlichen Tiefen und drei Trainern war die Spielzeit nach Platz 9 in der Hauptrunde und den anschließend folgenden Pre-Playoffs für die Bulls früh beendet. Dies hatte auch zur Folge, dass der Zuschauerschnitt in der Saison 2015/16 deutlich rückläufig war.
In der Saison 2016/17 verkündete der ERC Sonthofen, dass die Kooperation mit dem ESV Kaufbeuren beendet wird und der ERC künftig mit den Ravensburg Towerstars und den Bietigheim Steelers aus der DEL2, sowie den Augsburger Panther aus der DEL kooperiert. Nach einer vielversprechenden Saisonvorbereitung, bei der man auch Vereine aus der DEL2 besiegen konnte, hoffte man auf eine gute Saison. Jedoch begann der Start in die Saison katastrophal, aus den ersten zwölf Saisonspielen gelang der Mannschaft lediglich ein Sieg und man fand sich am Ende der Tabelle wieder, daraufhin stellte der Trainer Gerd Wittmann sein Amt zur Verfügung und der Verein trennte sich auch von einem Torhüter um ein Signal zu setzen und die Wende einzuleiten. Dies gelang auch, am 13. Spieltag wurde der erste Heimsieg eingefahren und man steigerte sich von Spiel zu Spiel. am letzten Spieltag der Vorrunde wurde sogar noch der achte Platz erreicht, was zur Folge hatte, dass sich der ERC Sonthofen vorzeitig den Klassenerhalt sicherte und erstmals seit dem Aufstieg in die Oberliga in der Saison 2014 die Teilnahme an den Play-offs sicherte. Jedoch war der Zuschauerzuspruch in der Vorrunde, auch dem schlechten Saisonstart geschuldet, weiter rückläufig, sodass man über ein Drittel der Zuschauer verloren hatte. Dies ist auch der schlechteste Wert seit der Saison 2009/10.
In der anschließenden Meisterrunde ging die Aufholjagd weiter, am Ende erreichte der ERC Sonthofen einen hervorragenden 6. Platz, da die Punkte aus der Vorrunde mitgenommen wurden, kann dieser 6. Platz nicht hoch genug eingeschätzt werden. Betrachtet man nur die Meisterrunde, dann hätte der ERC Sonthofen diese auf dem dritten Platz hinter Regensburg und Bad Tölz abgeschlossen, was zugleich das Heimrecht in den Play-offs bedeutet hätte. Leider ging der Zuschauerschnitt in der Meisterrunde weiter nach unten, obwohl laut einhelliger Meinung der verbliebenen Zuschauer, das beste Eishockey seit Jahren in Sonthofen gespielt wurde. Mit erreichen des 6. Platzes bestritt der ERC Sonthofen die Play-offs gegen den dritten der Meisterrunde, den EV Regensburg, in einer best-of-five Serie. In den Play-offs zog man durch attraktives und erfolgreiches Eishockey bis in das Halbfinale ein, erst dort unterlag man dem DEL2-Aufsteiger EC Bad Tölz. Im Achtelfinale und Viertelfinale wurden die Favoriten und selbsterklärten Aufstiegsaspiranten EV Regensburg und Füchse Duisburg jeweils mit 3:1 Siegen bezwungen. In den Play-offs wurde das Interesse der Zuschauer geweckt und es strömten aus der ganzen Region Eishockey-Begeisterte in das Eisstadion und feuerten die Bulls auf ihrem Siegeszug gewaltig an. Der Zuschauerschnitt lag in den sechs Spielen bei 1704 Zuschauern was nach der schlechten Vorrunde niemand mehr erwartet hätte. Das erreichen des Halbfinales ist der größte sportliche Erfolg seit der Neugründung 1999.
Zur Saison 2017/18 wurde die erste Mannschaft vom Verein ausgegliedert in eine GmbH um den Eishockeystandort Sonthofen weiter zu professionalisieren. Als Kooperationspartner kam zusätzlich zu den Augsburger Panthern und den Bietigheim-Bissingen Steelers die Heilbronner Falken hinzu. Nachdem der Verein in der Vorrunde als sechster an der Meisterrunde teilgenommen hatte, konnte der ERC die Platzierung halten und schied im Achtelfinale gegen die IceFighters Leipzig aus. In der Sommerpause wurde im Stadion die von vielen bemängelte Beleuchtung des Spielfelds erneuert und auf LED-Technik umgestellt.
Vor der Saison 2018/19 bat der damalige Trainer und Sportliche Leiter Heiko Vogler um Auflösung seines Vertrages, daraufhin wurden als Trainer Martin Sekera und als Sportlicher Leiter Lukas Slavetinsky verpflichtet. Aufgrund der fortgeschrittenen Zeit konnte die Mannschaft nach vielen Abgängen hochkarätiger Spieler nicht genug verstärkt werden und man trat mit einem deutlich ausgedünnten Kader an, der unter der Saison durch mehrere Abgänge nochmal geschwächt wurde. Durch die Insolvenz des DEL2 Absteigers SC Riessersee der nicht an der Meisterrunde teilnehmen durfte, konnte mit dem 11. Platz vor dem EHC Waldkraiburg der Klassenerhalt und die Teilnahme an der Meisterrunde erreicht werden. Aufgrund der vielen Niederlagen und der schlechten Sportlichen Leistung sank der Zuschauerschnitt im Gegensatz zu den vorherigen Saisons in der Oberliga beträchtlich, was den Verein in finanzielle Schieflage brachte.
Im Juni 2019 wurde dem Verein durch den DEB die Lizenz zur Teilnahme an der Oberligasaison 2019/20 nicht erteilt, durch einen Vergleich zwischen dem Verein und dem Verband durch das Spielgericht wurde dem ERC unter Auflagen die der Verein wenige Tage später erfüllte die Lizenz doch noch erteilt. Nach Ende der Hauptrunde verpasste der ERC Sonthofen knapp die Meisterrunde und musste als Relegation in die Verzahnung mit den besten Bayernligisten, die der Verein als erster beendete.
Die darauffolgenden Play-offs wurden aufgrund der COVID-19-Pandemie am 11. März wie in allen anderen Deutschen Eishockeyligen vorzeitig eingestellt. Wenige Tage zuvor stellte die Spielbetriebsgesellschaft aufgrund von Zahlungsschwierigkeiten einen Insolvenzantrag beim Amtsgericht Oberallgäu und man zog sich aus der Oberliga zurück. In der folgenden Saison startete der Verein in der Bezirksliga Bayern (unterste Liga), diese Saison wurde ebenfalls aufgrund der COVID-19-Pandemie nach drei Spieltagen abgebrochen. In des Saison 2021/22 wurde das ausgegebene Saisonziel, der Aufstieg in die bayerische Landesliga, mit dem Erreichen des Play-off-Finales erreicht. Dort besiegte man mit zwei Siegen den ERSC Ottobrunn und wurde Bayerischer-Bezirksliga Meister. Aktuell spielt die Seniorenmannschaft des ERC in der Landesliga-Bayern, der fünfthöchsten Spielklasse.

### Bedeutende (ehemalige) Spieler
- Duanne Moeser
- Andreas Volland
- Sergei Nikolajewitsch Ageikin
- Jennifer Harß
- Ron Newhook
- Michael Waginger
- Dennis Endras
- Joachim Appel
- Edi Endras
- Thomas Zellhuber
- Christoph Hadraschek
- Brian Varga
- Vladimir Kames
- Herbert Kuisle
- Michael Jäckle
- Claude Morin
- Chris Stanley
- Marc Sill

### Erfolge
| - Aufstieg in die Bundesliga 1967 - Aufstieg in die 1. Eishockey-Liga 1996 - Zweitliga-Vizemeister Süd 1969, 1971 - Aufstieg in die 2. Bundesliga 1984, 1988 - Aufstieg in die Oberliga (2. Liga) 1960 - Aufstieg in die 2. Eishockey-Liga 1994 - Deutscher Oberliga-Meister 1988 - Deutscher Drittliga-Meister 1960 - Meister Oberliga Süd 1988 - Vizemeister Oberliga Süd 1984 - Aufstieg in die Oberliga 1976, 1980, 2014 | - Bayerischer Meister (3. Liga) 1960 - Südbayerischer Meister (3. Liga) 1960 - Vizemeister Regionalliga Süd 1975 - Aufstieg in die Regionalliga 1974 - Bayerischer Meister (4. Liga) 2011, 2014 - Bayerischer Vizemeister (4. Liga) 2013 - Bayerischer Vizemeister 2001 - Aufstieg in die Bayernliga 2000 - Meister Bayerische Landesliga Süd 2000 Süd/West 2025 - Aufstieg in die Bayerische Landesliga 1999, 2022 - Bayerischer Bezirksliga-Meister 2022 |  |

## Platzierungen seit 1999
| Saison  | Liga                       | Platzierung   | Zuschauerschnitt |
| ------- | -------------------------- | ------------- | ---------------- |
| 1998/99 | Bezirksliga Bayern         | ↑             | -                |
| 1999/00 | Landesliga Bayern          | 3. Platz ↑    | -                |
| 2000/01 | Bayernliga                 | Vizemeister   | -                |
| 2001/02 | Bayernliga                 | 4. Platz      | -                |
| 2002/03 | Bayernliga Hauptrunde      | 4. Platz      | -                |
| 2002/03 | Bayernliga Play-offs       | Viertelfinale | -                |
| 2003/04 | Bayernliga Hauptrunde      | 8. Platz      | -                |
| 2003/04 | Bayernliga Play-offs       | Viertelfinale | 450              |
| 2004/05 | Bayernliga Hauptrunde      | 9. Platz      | -                |
| 2004/05 | Bayernliga Play-downs      | Klassenerhalt | 310              |
| 2005/06 | Bayernliga Hauptrunde      | 13. Platz     | 264              |
| 2005/06 | Bayernliga Play-downs      | Klassenerhalt | 350              |
| 2005/06 | Gesamt                     |               | 278              |
| 2006/07 | Bayernliga Vorrunde        | 12. Platz     | 333              |
| 2006/07 | Bayernliga Play-downs      | Klassenerhalt | 375              |
| 2006/07 | Gesamt                     |               | 338              |
| 2007/08 | Bayernliga Vorrunde        | 6. Platz      | 375              |
| 2007/08 | Bayernliga Play-offs       | Viertelfinale | 1125             |
| 2007/08 | Gesamt                     |               | 468              |
| 2008/09 | Bayernliga Vorrunde        | 9. Platz      | 344              |
| 2008/09 | Bayernliga Abstiegsrunde A | 4. Platz      | 167              |
| 2008/09 | Bayernliga Play-downs      | Klassenerhalt | 325              |
| 2008/09 | Gesamt                     |               | 316              |
| 2009/10 | Bayernliga Vorrunde        | 3. Platz      | 428              |
| 2009/10 | Bayernliga Zwischenrunde B | 4. Platz      | 361              |
| 2009/10 | Gesamt                     |               | 417              |
| 2010/11 | Bayernliga Vorrunde        | 5. Platz      | 533              |
| 2010/11 | Bayernliga Zwischenrunde A | 2. Platz      | 1107             |
| 2010/11 | Bayernliga Play-offs       | MEISTER       | 2087             |
| 2010/11 | Gesamt                     |               | 775              |
| 2011/12 | Bayernliga Vorrunde        | 2. Platz      | 900              |
| 2011/12 | Bayernliga Zwischenrunde B | 2. Platz      | 955              |
| 2011/12 | Bayernliga Play-offs       | 3. Platz      | 1348             |
| 2011/12 | Gesamt                     |               | 953              |
| 2012/13 | Bayernliga Vorrunde        | 1. Platz      | 971              |
| 2012/13 | Bayernliga Zwischenrunde A | 1. Platz      | 810              |
| 2012/13 | Bayernliga Play-offs       | 2. Platz      | 1889             |
| 2012/13 | Gesamt                     |               | 1076             |
| 2013/14 | Bayernliga Vorrunde        | 1. Platz      | 941              |
| 2013/14 | Bayernliga Zwischenrunde A | 1. Platz      | 901              |
| 2013/14 | Bayernliga Play-offs       | MEISTER       | 1904             |
| 2013/14 | Gesamt                     |               | 1073             |

| Saison  | Liga                        | Platzierung   | Zuschauerschnitt |
| ------- | --------------------------- | ------------- | ---------------- |
| 2014/15 | Oberliga Süd Vorrunde       | 9. Platz      | 954              |
| 2014/15 | Oberliga Süd Play-downs     | Klassenerhalt | 1064             |
| 2014/15 | Gesamt                      |               | 968              |
| 2015/16 | Oberliga Süd Vorrunde       | 9. Platz      | 825              |
| 2015/16 | Oberliga Süd Pre-Playoffs   | Ausgeschieden | 1136             |
| 2015/16 | Gesamt                      |               | 840              |
| 2016/17 | Oberliga Süd Vorrunde       | 8. Platz      | 574              |
| 2016/17 | Meisterrunde                | 6. Platz      | 522              |
| 2016/17 | Play-offs                   | Halbfinale    | 1704             |
| 2016/17 | Gesamt                      |               | 795              |
| 2017/18 | Oberliga Süd Vorrunde       | 6. Platz      | 940              |
| 2017/18 | Meisterrunde                | 6. Platz      | 703              |
| 2017/18 | Play-offs                   | Achtelfinale  | 1478             |
| 2017/18 | Gesamt                      |               | 917              |
| 2018/19 | Oberliga Süd Vorrunde       | 11. Platz     | 711              |
| 2018/19 | Meisterrunde                | 10. Platz*²   | 518              |
| 2018/19 | Play-offs                   | –             |                  |
| 2018/19 | Gesamt                      |               | 641              |
| 2019/20 | Oberliga Süd Vorrunde       | 11. Platz     | 853              |
| 2019/20 | Verzahnungsrunde Bayernliga | 1. Platz      | 583              |
| 2019/20 | Bayernliga Play-offs        | Abbruch*³     |                  |
| 2019/20 | Gesamt                      |               | 771              |
| 2020/21 | Bezirksliga Bayern          | Abbruch*³     | 200              |
| 2020/21 | Play-offs                   |               |                  |
| 2020/21 | Gesamt                      |               | 200              |
| 2021/22 | Bezirksliga Bayern          | 1. Platz      | 447              |
| 2021/22 | Play-offs                   | MEISTER       | 476              |
| 2021/22 | Gesamt                      |               | 456              |
| 2022/23 | Landesliga Bayern           | 1. Platz      | 481              |
| 2022/23 | Aufstiegsrunde              | 4. Platz      | 516              |
| 2022/23 | Play-offs                   | Halbfinale    | 1032             |
| 2022/23 | Gesamt                      |               | 531              |
| 2023/24 | Landesliga Bayern           | 2. Platz      | 754              |
| 2023/24 | Play-offs                   | Halbfinale    | 930              |
| 2023/24 | Gesamt                      |               | 793              |
| 2024/25 | Landesliga Bayern           | 1. Platz      | 972              |
| 2024/25 | Play-offs                   | Halbfinale    | 1136             |
| 2024/25 | Gesamt                      |               | 1002             |

- Quelle: icehockeypage.de[9]
- ² Die Meisterrunde 2018/19 wurde nur erreicht, da der SC Riessersee an der Verzahnungsrunde mit der Bayernliga aufgrund einer Planinsolvenz teilnehmen musste.
- ³ Die Saison 2019/20 und 2020/21 wurde aufgrund der Covid-19-Pandemie abgebrochen. Die Zuschauerzahl in der Saison 2020/21 war auf 200 Zuschauer begrenzt.

## Damen und Nachwuchs
Neben der Herrenmannschaft, die an der Eishockey-Oberliga teilnimmt, und den Nachwuchsmannschaften von Laufschule bis Junioren, gibt es im Verein auch eine Damenmannschaft, die seit 2005/06 nach dem Abstieg aus der Fraueneishockey-Bundesliga an der zweitklassigen Landesliga Bayern teilnimmt und dort 2007, 2010 und 2012 die Meisterschaft gewinnen konnte. 2013/2014 wurde die Damenmannschaft Vizemeister. Derzeit wird die Damenmannschaft von dem ehemaligen Trainer der 1. Mannschaft der Herren, Christoph Hadraschek, trainiert. Dazu gibt es in Sonthofen noch zwei hobbymäßig organisierte Mannschaft der Alten Herren des ERC und des EC Oberstdorf sowie zahlreiche Hobbymannschaften die jedes Jahr einen Stadtmeister ausspielen.